# Оріон-Авто
ТДВ «Оріон-Авто» — українська автотранспортна компанія зі штаб-квартирою в Миколаєві, що здійснює міжміські та міжнародні пасажирські автоперевезення. Найбільший перевізник Миколаївської області та один з найбільших в Україні.

## Історія
ВАТ «Оріон-Авто» засновано в 1997 році на базі одного з міських автотранспортних підприємств. Спеціалізувалося на вантажоперевезеннях. У 2004 році змінило профіль на пасажирські перевезення. 2010 року змінено форму власності на товариство з додатковою відповідальністю.
2009 року компанія стала лідером галузі локального ринку. У 2016 році потрапила в ТОП-10 найефективніших підприємств галузі в Україні.

## Загальні відомості
Автопарк компанії становить більше 150 автобусів різної комфортабельності, які обслуговують більше 100 міжміських та міжнародних маршрутів. Компанія здійснює регулярні автобусні рейси з Миколаєва та Херсона до Києва, аеропорту «Бориспіль», Одеси, Запоріжжя, Кривого Рогу, Вінниці та міжнародні до Польщі, Молдавії, Чехії.